# Кодевиго
Кодевѝго (на италиански и на венециански: Codevigo) е градче и община в Северна Италия, провинция Падуа, регион Венето. Разположено е на 3 m надморска височина. Населението на общината е 6403 души (към 2010 г.).